# Ulugh Beg
Ulugh Beg (persa: الغ‌بیگ)  (Sultaniyya, 22 de març de 1394 - Samarcanda, 27 d'octubre de 1449) fou un príncep timúrida, governador de Transoxiana amb seu a Samarcanda per compte del seu pare Xah-Rukh (1409-1447) i sultà (1447-1449). També va destacar com a astrònom i matemàtic. El seu nom apareix també com Ulug Bey, Ulugh Bek i en algunes ocasions com Ulug Bek. Es pot dir que no és en realitat un nom vertader: es tracta d'un càrrec honorífic que es pot definir com el Gran Regent o també com a Regent Patriarca. El seu nom de naixement era Mirza Muhammad Tariq bin Shah Rukh, (en persa: میرزا محمد طارق بن شاه رخ).

## Biografia
Es tracta del net del conqueridor Tamerlà (1336-1405) i es creu que era el fill gran de Xah-Rukh i de la seva esposa la princesa persa Gawhar Shad, i en general els historiadors pensen que probablement va néixer a Sultaniyya a l'Iran.
Com a nen va poder tenir molt contacte amb les cultures del Mitjà Orient i l'Índia, sobretot a causa de les expansions territorials del seu avi en aquells països. El setembre/octubre de 1404 Tamerlà va organitzar el casament d'alguns dels seus nets i Ulugh Beg fou casat amb la seva cosina Agha Bigi ibn Muhammad Sultan, d'origen matern genguiskhànida; el seu avi el va nomenar governador del Sirdarià septentrional i Mogulistan fins a Khitay (territoris no plenament conquerits); al mateix temps Andijan (la vall de Fergana) i Kashghar (Kashghària) foren assignats a Ibrahim Sultan
A la mort de Tamerlà el 18 de febrer de 1405 Samarcanda va quedar en mans de Khalil Sultan i Ulugh Beg es va reunir amb el seu pare al Khurasan. L'amir Xaikh Nur al-Din va negociar amb Khalil els termes d'una pau amb Xah Rukh basada en que Khalil podria regnar al nord del Jihun, hauria de retornar els bens privats d'Ulugh Beg i Ibrahim Sultan amb els seus tresors i servidors que s’havien quedat a Transoxiana i la princesa Kanikha Begum seria enviada a Balkh amb el príncep Pir Muhammad ibn Jahangir amb una part del tresor de Tamerlà. Xah Rukh va ratificar aquests acords i va tornar a enviar a Nur al-Din a Samarcanda per tancar-lo (i retornar a Herat al acabar). El príncep Ulugh Beg fou enviat a Andkhud i Xibarghan amb el general Xah Malik per organitzar el districte i allí van capturar a dos agitadors, Isa i Khidr Khoja. Mentre Ulugh Beg i l'amir Xah Malik eren al Xibarghan i Andkhud ja el 1406, van construir un pont al Jihun. Correus de Khalil Sultan van fer servir el pont i es va produir un petit enfrontament que va acabar amb a la signatura d'un acord de pau (82). A finals de 1406 se l'esmenta amb una de les seves esposes, Aka Beghi, filla de Pir Muhammad ibn Jahangir.
Xah Rukh va donar suopeor a Pir Muhammad ibn Jahangir al que va enviar al general Xah Malik (febrer de 1406), però no va tenir èxit i Pir Muhammad fou derrotat el 2 de març de 1406. Un any després fou assassinat pel seu home de confiança Pir Ali Taz Sulduz., El setembre va dirigir l'ala dreta en la batalla d'Astarabad que va portar a la conquesta del Mazanderan. El novembre de 1406, a la tornada de Mazanderan, Xah Rukh el va nomenar governador de Tus, Kalat, Abiward, Kabuixan, Yazar, Sabzawar i Nixapur. El hivern del 1407 al 1408 a aquests territoris es va afegir el Mazanderan on els funcionaris actuarien com a delegats seus.
La primavera del 1409, caigut Khalil Sultan, Xah-Rukh es va apoderar de Transoxiana i va pujar al poder, entrant a Samarcanda, però va donar el govern de Transoxiana i el Turkestan al seu fill Ulugh Beg (Xah Malik que va rebre el lakab Ghiyath al-Din, fou nomenat el seu noyan o amir principal) i ell mateix va preferir retornar a Herat que fou la seva capital. Només tenia 16 anys quan Ulugh Beg va obtenir el càrrec de governador de Samarcanda, i va deixar el seu govern de Khurasan occidental i Mazanderan al seu naib Abu-l Laith i se'n va anar cap a la capital el seu nou govern; a Samarcanda va viure fins a la seva mort, i de moment va actuar com atabeg seu el general Xah Malik.
La primavera del 1410 es van revoltar els amirs de les fronteres del nord dirigir per Xaikh Nur al-Din. L'amir Xah Malik va sortir de la ciutat i va enfrontar als sediciosos a la rodalia de Kizil Ribat però fou derrotat (probablement el 28 de maig de 1410) i es va haver de retirar cap a Karatepe, a la muntanya d'Alakrak (entre Samarcanda i Xahrisabz). El 29 de maig es va presentar a Samarcanda Muhammad Albakara amb les condiciones de Nur al-Din. Els habitants liderats per Khoja Abd al-Awal, Khoja Isam al-Din, cadi Salah al-Din, Mawlana Kutb al-Din, Amirak Danixmend, i Khoja Fadh Allah Abu-l Layth el van fer fugir. L'endemà es va presentar el propi Nur al-Din sense resposta per la població excepte Abd al-Awal que li va dir que ells no aspiraven al govern i que ja estaven be amb Xah Rukh i Ulugh Beg. Aquest havia abandonat la ciutat cap al Jihun, però ja Xah Rukh avançava des de Herat i va anunciar el seu retorn.
Nur al-Din va enviar a l'amir Tagi Bugha a governar Bukharà, a Genguis Oghlan a governar Kix, i va encarregar al seu cosí, Xaikh Hasan, d'assetjar la fortalesa de Kerkin, propera al Jihun. Però aleshores el fill de l'amir Kodadad Husayni es va retirar (sense permís de Nur al-Din) i va retornar al seu govern, debilitant les forces de Nur al-Din. Nur al-Din va aconseguir atreure al príncep Muhammad Jahangir, governador de Hissar Xadman. Llavors va saber que Xah Malik havia retornat a Samarcanda i que l'exèrcit de Xah Rukh avançava cap al Jihun, i se’n va anar a la capital amb Muhammad Jahangir esperant que potser els habitants voldrien rebre a aquest. A Tirmidh van quedar Genguis Oghlan, Saif al-Din i Abd al-Karim per fer front a un atac de Midrab Bahadur. Sultan Baiazet fou enviat a Kalaf (prop del Jihun) per oposar-se a Ulugh Beg. Nur al-Din es va presentar a Samarcanda i va estar uns dies als jardins de Baghi Dilkusha (Jardí que alegra el cor) i a la plana de Kanighul sense aconseguir res.
Mentre Sultan Baiazet, després de lluitar obstinadament contra Ulugh Beg, quan es van acostar les forces de l'emperador, va abandonar la lluita i va fugir. Genguis Oghlan i Abd al-Karim el van seguir poc després. El 30 de juny de 1410 (dissabte i no divendres com diu a la font) l'exèrcit imperial va travessar el riu. Nur al-Din va sortir de Samarcanda per anar a enfrontar-lo; per la seva banda Xah Malik també va sortir de Samarcanda per anar a buscar a Nur al-Din; aquest veient que el perseguien, va girar cua i va enfrontar inesperadament a Xah Malik, al que va derrotar completament; l'exèrcit rebel es va veure incrementat per un moment i reforçat per les armes i els tresors capturats. Xah Malik va tornar a Samarcanda altre cop derrotat i allí es va trobar amb Amirak Ahmad que havia arribat amb 500 homes des del seu govern a Uzkend i van tornar a sortir de Samarcanda, marxant primer a l'ordu (campament) imperial, on van baixar el tapis del tron. Mentre Ulugh Beg va agrupar als Kutjin (o Kutxin) de Kix, un clan fidel, i es va reunir amb el seu pare.
Nur al-Din va disposar les seves forces per presentar batalla prop de Kizil Ribat i del riu Yam. Poc abans de la batalla Nur al-Din va sospitar de l'amir Mubaixir Bahadur i el va fer matar. El fill de Kodadad es va destacar per la valentia però Amirak Ahmad el va rebutjar finalment; els kutxins també van donar mostres de valor. Nur al-Din, derrotat, va acabar fugint. La batalla es va lliurar el 21 de juliol de 1410. El dia 23 Xah Rukh va entrar a Samarcanda on va visitar la tomba del seu pare. Va enviar a Xah Malik a Otrar amb un fort exèrcit. Les felicitacions per l'èxit van arribar de tot arreu i Ulugh Beg va poder tornar al govern
Xaikh Nur al-Din es va dirigir al Mogolistan i va obtenir el suport del kan Muhammad Khan que li havia enviat al príncep Xam-i Jahan i s’havien establert a Sairam [probablement un error per Sabran] (1410). L'amir Xah Malik va fer una expedició al país dels mogols i va obtenir força botí (hivern del 1410) i allí va poder comprovar que Xaikh Nur al-Din estava establert ara a Sabran i persistia en les seves ambicions. Informat l'emperador li va confirmar que com a governador d'aquella part del país podia actuar com considerés convenient.
El gener del 1411 el gran noyan (comandant en cap) Xah Malik va sortir de Samarcanda i es va dirigir a Sabran de la que Nur al-Din va fugir. Però Xah Malik se’n va adonar que una vegada retornés amb les seves tropes, Nur al-Din tornaria al lloc. Per això va escriure al governador del districte fronterer [probablement Sairam], que era Abd al-Khalik, el fill de Kodadad Husayni, demanant de preparar una emboscada; Abd al-Khalik, enemic jurat de Nur al-Din va estar d'acord i es va situar al lloc adient quan Nur al-Din tornava a Sabran. Atacat per sorpresa fou derrotat completament i va haver de fugir cap al Mogolistan amb només 30 homes. Abd al-Khalik l'hauria pogut fer presoner però va pensar que si ho feia, Xah Malik no tardaria en arrabassar-li el seu govern i el va deixar fugir, limitant-se a agafar un miler de cavalls com a botí. Xah Malik va nomenar al seu lloc a Timur Malik fill de Duldai o Duldaidad (un amir de gran valentia).
Nur al-Din va anar al campament del kan on es van presentar enviat de Xah Malik, però a petició de Nur al-Din aquests enviats foren fets presoners. El kan va disposar un cos de 15.000 homes sota el comandament del seu germà Xam-i Jahan, que va fer una incursió a Transoxiana (Mawara al-Nahr). Xah Malik havia retornat a Samarcanda i va demanar instruccions a l'emperador; Ulugh Beg va restar a Samarcanda i Xah Malik va marxar a combatre contra els mogols. Aquests estaven assetjant Sairam, que estava en mans dels homes d'Abd al-Khalik. Els mogols van saber que s’acostava i van decidir presentar batalla; però Xah Malik va enviar un grup de sapadors dirigit per Xaistem que es va infiltrar per darrer dels enemics i quan estaven acampats i es creien segur, van fer un atac que va desorganitzar totalment el campament; els atacants es van emportar sis mil cavalls i els mogols es van despedregar. Això va passar a finals de maig o primers de juny del 1411.
Nur al-Din veient que els mogols no li resoldrien la situació va intentar forçar la situació. Va escriure als líders de Mogolistan, assenyalant com Xah Malik estava devastant el país. Muhammad Khan va reunir un exèrcit que va entrar a Transoxiana. Ulugh Beg va informar al seu pare que el 31 de juliol de 1411 va preparar l'exèrcit al Baghi Mokhtar (Jardí Elegit) per sortir cap a Transoxiana, però quan va arribar al Murghab fou informat que els mogols ja havien tornat al seu país.
Muhammad Khan havia sortit d'Alanbaji i s’havia dirigit a un lloc entre Yanghi i Sabran on es va reunir amb les forces de Nur al-Din. Van tenir consell entre els amirs i els principals oficials mogols es van decantar en contra de la guerra. Muhammad Khan va enviar una ambaixada a Xah Malik on oferia restablir les bones relacions i renunciava a donar suport a Nur al-Din. Xah Malik va acceptar i va enviar també una ambaixada amb regals pel kan. La pau fou segellada i confirmada per Ulugh Beg.
Xah Rukh no tenia notícies precises del que estava passant i no sabia si seguir endavant o retirar-se. Va restar uns dies a Olang Txitxetku. Va enviar un amir per informar-se i es va dirigir a Balkh. El 19 de setembre de 1411 va creuar el Jihun i a Kaixka fou rebut per Ulugh Beg i els seus oficials que van tenir l'honor de baixar-li la ma. L'emperador va anar a Samarcanda, va visitar algunes tombes i va acampar a la plana de Canighul.
Xah Malik i Nur al-Din van iniciar converses de pau, i després de diverses rondes, un criat de Xah Malik de nom Pir Padak va aprofitar el moment d'una reunió per assassinar Nur al-Din. Xah Malik el va recompensar i va posar setge a Sabran que (la font no ho especifica) es va rendir. Xah Rukh va tornar a Herat i va sortir de Canighul cap a Kungunbez on va rebre l'homenatge del seu nebot Amirak Ahmad. Allí mateix Ulugh Beg va preparar un banquet sumptuós. Xaikh Hasan, el germà de Nur al-Din, va enviar un missatge anunciant la seva submissió i l'emperador li va exigir l'entrega de Tuman Agha. Uns dies després la princesa arribava a Herat on ja estava Xah Rukh.
Ulugh Beg, tot i l'èxit final, no estava a gust amb Xah Malik com a gran noyan, i Xah Rukh va cridar al general al Khurasan. Va seguir en el seu govern de Transoxiana Ulugh (que no incloïa ni Coràsmia, ni Hisor o Xadman, ni Badakhxan (els prínceps locals depenien d'Herat). L'esposa d'Ulugh Beg, que vivia a Samarcanda, estava embarassada i abans d'arribar el moment Xah Rukh la va fer portar a Herat amb una llitera règia. Se li va assignar com a residència el Jardí de Zagan. El 27 d'agost de 1412 va néixer una filla, Beghi Khanzada i l'1 de setembre es va celebrar un banquet.
El 1414 Ulugh Beg va cridar a la seva cort a Samarcanda al príncep Amirak Ahmad que era al seu govern d' Andijan; aquest va témer alguna cosa i va refusar anar-hi. Ulugh Beg va enviar a l'amir Baiazet Perwanji que va voler convèncer a Ahmad sense èxit; únicament va prometre enviar el seu fill a fer l'homenatge, cosa que tampoc va complir. Ulugh Beg va decidir anar a Andijan. Ahmad va fortificar les places de la província i es va retirar a les muntanyes. Ulugh Beg va assetjar Akhsi, la fortalesa principal, que esperava poder resistir però no va aguantar l'atac i fou ocupada pels atacants que ja havien devastat tot l'entorn. Com a nou kutwal fou designat Bayende Bekul. Després va anar a les muntanyes a buscar a Amirak Ahmad però els accessos eren difícils; va arribar a Andijan on va establir com a governadors a Musa Ka i Muhammad Taban i va tornar a Samarcanda. Poc després Amirak Ahmad va baixar de les muntanyes i es va dirigir a Andijan amb ajut d'un exèrcit auxiliar d'uns pocs milers d'homes que li havia deixat el kan de Mogolistan. Musa Ka, Muhammad Taban i l'amir Ali Kutxin van sortir de la ciutat per presentar batalla i van acampar a la rodalia d'Ux; no tenien notícies de l'enemic i no van prendre precaucions i Amirak Ahmed es va aprofitar d'aquest fet i va fer un atrac sorpresa; els tres principals caps enemics van morir junt amb alguns altres; les forces foren derrotades. L'amir Rustem, fill del general Sulayman Xah, es va retirar cap a Andijan on poc després va arribar Amirak Ahmad, que es va trobar amb mes resistència de l'esperada; els mogols, una vegada obtingut el botí, es van retirar i Rustem i altres amirs van poder conservar Andijan per Ulugh Beg. Amirak Ahmed va governar a Kaixgar, unic govern que li restava.
Ulugh Beg va establir el seu campament a la vora del riu de Khujand enfront de la vila de Xahrúkhia, el 26 de març de 1416. A Coràsmia al mateix temps, Jabar Berdi havia fet fugir a Genguis Oghlan i havia sotmès als uzbeks. Ulugh Beg va retornar aleshores cap a Samarcanda on va arribar a primers de maig de 1416. El mes de maig va morir l'amir Hamza i els seus dos germans Muhammad Sufi i Said Ahmad van anar a Mawara al-Nahr a la cerimònia d'enterrament i foren acollits per Ulugh Beg, podent retornar després. El 1416 Amirak Ahmad va anar a Herat i fou perdonat per Xah Rukh. Xaikh Ali Tagai va quedar encarregat del govern de Kaixgar. Tot eguit Amirak va demanar el perdó a Ulugh Beg i a canvi oferia lliurar la província de Kaixgar si li enviava algú de confiança. Ulugh Beg va enviar a Sadik Ali i a Tekrit. Tagai va entregar la plaça i va anar a Samarcanda on fou molt ben acollit.

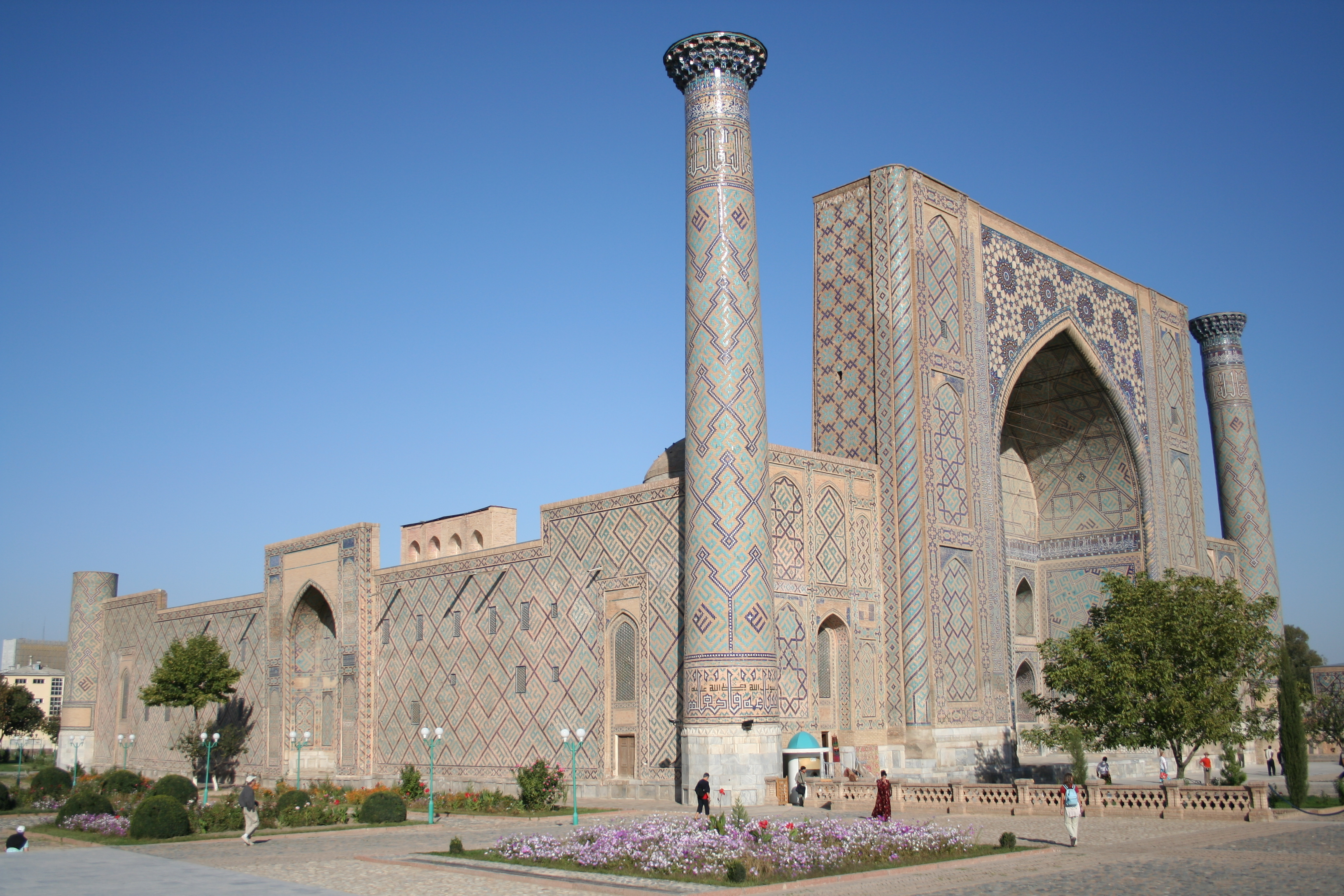
Exterior de la gran madrassa fundada per Ulugh Beg a Samarcanda el 1417.

El maig de 1419 va acollir com a refugiat al cap uzbek Baraq i el va ajudar a instal·lar-se al tron, però a mitja campanya es va retirar i llavors Baraq no va poder agafar el poder; ho va aconseguir no obstant més tard, abans del 1425. El 1421 Ulugh Beg va rebre una ambaixada del Tibet.
Va donar suport a alguns pretendents al kanat de Mogulistan. El novembre de 1424 va fer una campanya contra el kan Shir Muhammad Khan de Mogulistan, un antic protegit, que refusava extradir al governador rebel de Kashghar. El 1426 Baraq, ja al front dels uzbeks va atacar Sighnak. Ulugh Beg no fou autoritzat pel seu pare per combatre sol a Baraq, i va enviar al príncep Kutb al-Din Muhammad Txuqi, però foren derrotats per Boraq (febrer de 1427) i van haver de retirar-se; el 28 de maig de 1427 Xah-Rukh va marxar des d'Herat a Samarcanda amb el seu fill Ghiyath al-Din Baysonghor amb la intenció d'ajudar a Ulugh Beg (que era germà de Baysonghor), però en arribar a Balkh, Ghiyath al-Din Baysonghor fou reenviat a Herat a petició d'Ulugh Beg que se sospita que temia que el substituís en el govern (Baysonghor era vist com el virtual hereu). No obstant Xah-Rukh va impedir al seu fill en endavant fer campanyes personalment. A la mort de Boraq vers 1428 o 1429 va agafar la direcció dels uzbeks un enemic més perillós, Abu l-Khayr.
Durant la seva vida va tenir un gran interès per l'astronomia i el 1428 va construir un observatori astronòmic enorme anomenat Gurjani Zij molt similar a l'operació de Tycho Brahe que va denominar Uraniborg. A l'observatori instal·lar instruments de grans dimensions perquè fos possible fer mesures de precisió d'aquesta manera tenia sextants fajri amb radis de prop 36 metres i una separació òptica de 180 "(segons d'arc). Construir rellotges de sol immensos.
El 1431 Abu l-Khayr es va apoderar del nord de Coràsmia; en fou expulsat pels timúrides però el 1435 ho van recuperar; pel mateix temps va perdre Kashghar davant els mongols (Mogulistan). El 1440 Abu l-Khayr ja dominada al nord del Sirdarià i feien incursions a territoris timúrides d'Ulugh Beg i de Xah-Rukh. En aquests anys se sap que Ulugh Beg passava els hiverns a Bukharà on es dedicava a la cacera, i la resta de l'any a Samarcanda. Feia la khutba en nom del seu pare. Va tenir diverses esposes genguiskhànides i va emprar el títol mongol de Güregen (gendre reial); se suposa que tenia un kan genguiskhànida titella a Samarcanda (segons diu el Yarikh-i Rashidi) però les monedes i documents no el testimonien i del darrer del qual es té constància és del últim que va nomenar Tamerlà.

## Sultanat
A la mort de Xah-Rukh a Rayy en 1447 l'exèrcit va retornar al Khurasan. Abd al-Latif Mirza ibn Ulugh Beg, que dirigia aquest exèrcit, donava suport al seu pare Ulugh Beg com successor però l'àvia, Gowhar Shaf va cridar al tron a Ala al-Dawla Abd Allah (fill de Ghiyath al-Din Baysonghor que havia mort el 1433); un altre germà d'Ala al-Dawla, Abu l-Kasim Babur (Babur Mirza) va avançar cap a Khurasan amb el suport del poderós amir Hinduka. Abd al-Latif va ver posar sota custòdia a Gowhar Shad i als seus parents i va anar a reunir-se amb el seu pare Ulug Beg que havia sortit de Samarcanda per combatre algunes revoltes i no va arribar a temps de reunir-se amb l'exèrcit del seu fill al nord de Khurasan. Ala al-Dawla, en conèixer l'empresonament de Gowhar va enviar un exèrcit contra Abd al-Latif, i aquest fou derrotat a Nixapur el 20 d'abril de 1447. Gowhar fou alliberada i Abd al-Latif fou empresonat, però Ala al-Dawla va buscar un arranjament amb Ulug Beg, que s'acostava i va deixar anar al seu fill.
Ulug Beg va donar al seu fill Abd al-Latif el govern de Balkh i es va dirigir de retorn cap a Samarcanda mentre a Herat, Ala al-Dawla i Abu l-Kasim Babur havien negociat un acord de pau. Ala al-Dawla va atacar a Abd al-Latif dues vegades a Balkh l'hivern del 1447 al 1448 però finalment Abd al-Latif, amb suport del seu pare Ulug Beg, va derrotar el seu cosí Ala al-Dawla a Tarnab i van entrar a Herat ocupant tot el nord de Khurasan. Ulug Beg va enviar a Abd al-Latif a Bistam, sembla que contra Abu l-Kasim Babur (Babur Mirza), però fou derrotat per aquest i va haver de fugir cap a Nixapur. Fou cridat pel seu pare a Mashad acusat de motí, acusació que es va demostrar falsa. Ulug Beg va retornar a Herat on en la seva absència havia esclatat una revolta del turcman Mirza Yar Ali (novembre de 1448), però ben aviat va retornar cap a Samarcanda, deixant al seu lloc a Abd al-Latif.
Abu l-Khayr, aprofitant l'absència d'Ulugh Beg de Samarcanda, havia iniciat a la tardor del 1448 atacs contra Transoxiana, i va arribar fins als murs de Samarcanda. Aquesta fou la causa principal que va empènyer a Ulugh Beg a sortir d'Herat i retornar. Portava el cos del seu pare Xah-Rukh per ser enterrat a la seva capital. Ja al moment que anava a creuar l'Amudarià fou atacat per l'amir Hinduka, al servei de Babur Mirza, que només sortir Ulugh Beg havia ocupat Mashad i avançat cap a Sarakhs en direcció a Merv; Hinduka va causar moltes baixes a l'exèrcit d'Ulugh Beg i va fer presoner a Ibrahim, el fill del amir Idigu Timur, un dels principals generals del sultà. A l'altre costat del riu fou atacat pels uzbeks que li van arrabassar part de l'equip, materials i subministraments i van fer molts presoners. Ulugh Beg va passar l'hivern del 1448 al 1449 a Bukharà, enviant el cos de Xah-Rukh a Samarcanda per ser enterrat al mausoleu dels Amir-Gurkan.
Mentre Abd al-Aziz que havia quedat amb el comandament al Khurasan fou incapaç de fer front a la revolta del kara koyunlu Yar Ali i als atacs de Babur Mirza, va perdre Mashad i Herat i va fugir cap a la cort del seu pare, ben al darrere d'aquest. El territori timúrida al sud de l'Oxus va restar independent de Transoxiana fins al 1458.
Al seu retorn a Samarcanda (vers març del 1449), Ulug Beg va enviar el seu fill al seu feu de Balkh; diverses vegades el pare el va humiliar o ignorar. En territori d'Abd al-Latif es va produir la revolta d'un tal Miranshah, del que només se sap que era descendent de Tamerlà; derrotat el rebel es van trobar documents que indicaven que la seva revolta havia estat instigada per Ulugh Beg. Abd al-Latif va invocar això com excusa i es va revoltar a la primavera del 1449. Quan Ulug Beg concentrava les seves forces per sotmetre al fill, aquest va agafar el control del riu i va abolir les taxes del comerç amb l'Índia, el que va causar una baixada immediata dels ingressos d'Ulugh Beg, al mateix temps que permetia al rebel aixecar un exèrcit contra el pare. Ulugh Beg va sortir de Samarcanda (deixant al poder a la ciutat al seu jove fill Abd al-Aziz) i va anar a buscar a Abd al-Latif. Els dos contingents es van trobar a la vora de l'Oxus i durant tres mesos van restar front a front, amb diverses escaramusses però sense poder travessar el riu;en una d'aquesta fou fet presoner Abd Allah ibn Ibrahim, l'antic príncep de Fars (1435-1447) que estava amb Ulugh Beg; al bàndol d'aquest darrer es van produir nombroses desercions, i llavors Ulug Beg va saber que hi havia malestar a Samarcanda, a causa del fet que Abd al-Aziz oprimia a les famílies dels caps religiosos que acompanyaven al sultà, va estar a punt de ser fet presoner per aquests caps religiosos i entregat a Abd al-Latif i va tenir dificultats per calmar-los i va escriure una carta a Abd al-Aziz amb instruccions; un nou conflicte a Samarcanda el va decidir a abandonar el camp, retornant a la capital: la tribu turcmana dels arghuns s'havia revoltat proclamant a Abu Saïd, net de Miran Shah, com sultà, i assetjant Samarcanda; la tribu no podia ser gaire nombrosa i no podia representar un perill greu però sembla que l'hostilitat del clergat (especialment del de Bukharà) contra Abd al-Aziz s'havia fet general i la presència d'Ulugh Beg es feia necessària. El sultà va retornar, va restablir l'orde i va foragitar als arghuns assetjants. Quan la situació va estar en calma, va tornar a marxar contra Abd al-Latif, i aquesta vegada es va emportar amb ell al seu fill Abd al-Aziz deixant el govern de Samarcanda a un notable de nom Miranshah Qaushin.

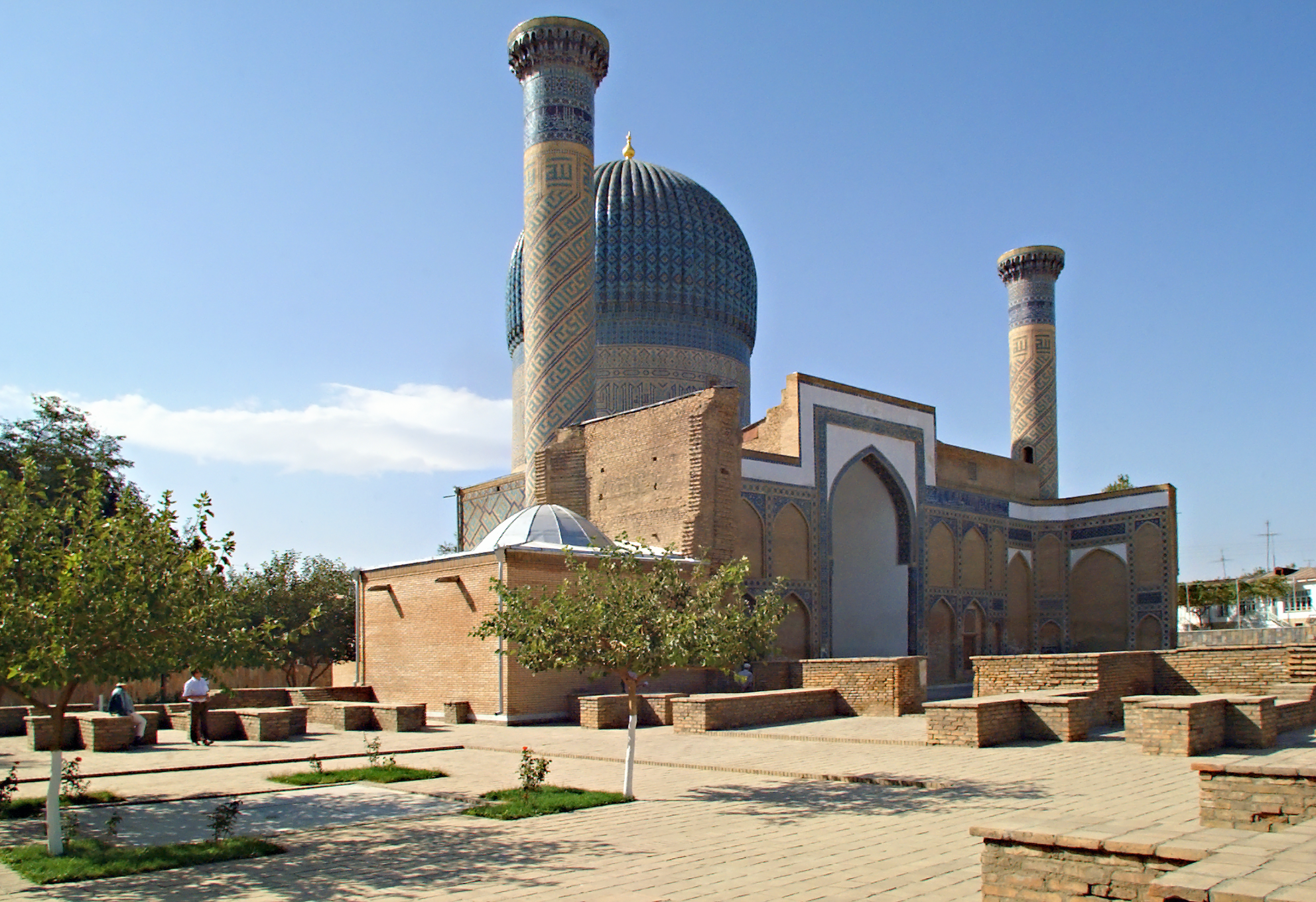
Mausoleu de Gur-e Amir a Samarcanda, on reposen les despulles d'Ulugh Beg.

Mentre Abd al-Latif va obtenir el suport de Khodja Ubayd Allah Akrar, cap de la confraria Nakshbandita i va travessar el riu ocupant Tirmidh i Shar-i Sabz (Kish). Finalment la batalla es va produir a la vora de la capital, a Dimishq o Dimaskh (vers final de setembre o primers d'octubre), i Abd al-Latif va guanyar; Ulug Beg va intentar resistir a la ciutadella però Miranshah Qaushin li va tancar les portes, i amb el seu fill Abd al-Aziz i alguns fidels va marxar cap a la fortalesa de Xahrukhia, on igualment el governador Ibrahim ibn Pulad li va refusar l'entrada i va intentar capturar-lo; Ulugh Beg va preferir sotmetre's al seu fill Abd al-Latif que ja havia entrar a Samarcanda, i va retornar allí i es va rendir.
Ulugh Beg va demanar dedicar-se a la ciència i la religió i li fou concedit; es va preparar el seu viatge a la Meca, però en secret Abd al-Latif va preparar el seu judici segons el qual els caps religiosos van acordar que els imams nomenats per Ulugh Beg a Samarcanda haurien de renunciar i van reconèixer a un comerciant de nom Abbas, el pare del qual havia estat executat per Ulugh Beg, el dret de venjança de sang; la peregrinació es va iniciar el 27 d'octubre o el 25 d'octubre segons Dawlatshah i ja el primer dia, fou desviat acompanyat d'una escorta al llogaret de Begum a 15 km al sud de Samarcanda, on esperaven Abbas i un altre home; el comerciant va decapitar a Ulugh Beg d'un sol cop d'espasa (el cap fou exposat al iwan de la seva madrassa a Samarcanda); el fill Abd al-Aziz, que havia restat lleial al pare, fou també executat per orde d'Abd al-Latif, al cap de pocs dies (la data exacte no s'esmenta).

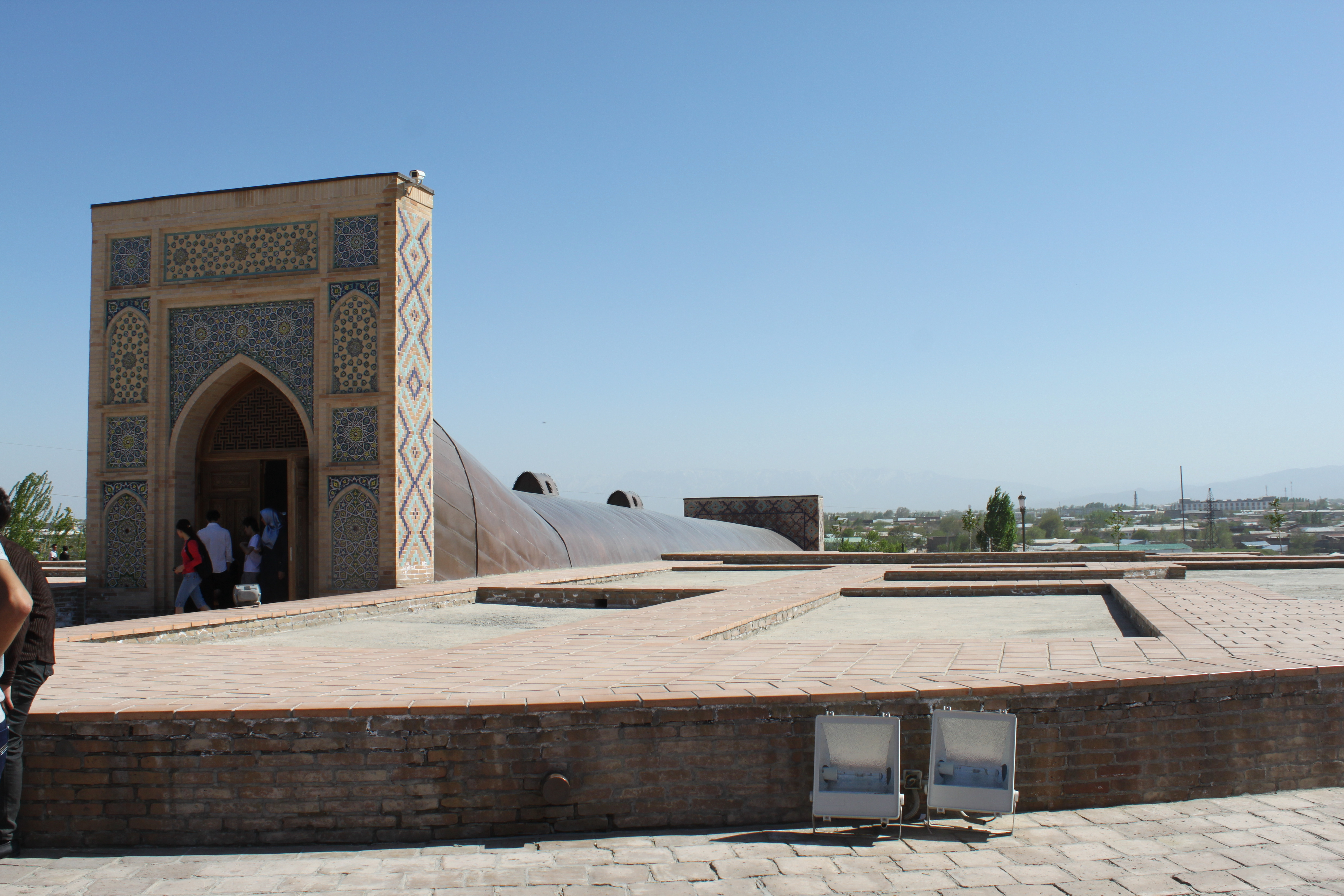
Restes conservades de l'observatori astronòmic fundat per Ulugh Beg a Samarcanda el 1429.

## Obra
L'obra d'Ulugh se centra en astronomia i es pot dir que el 1437 determina la longitud de l'any sideri com 365.2570370 ... d = 365d 6h 10m 8s (amb un error +58 s). En les seves mesures va utilitzar un gnòmon de gairebé 50 metres d'alçada. Aquest valor va ser millorat anys després (el 1525) per Copèrnic (1473-1543) en una diferència de només 28s apel·lant a valors de l'astrònom Thabit ibn Qurra (826-901).
Ulugh Beg va ser notable no només en els camps d'astronomia sinó que a més va destacar en matemàtiques obrint noves fronteres en la trigonometria i en la geometria.

## Esposes i concubines (total 13) amb els seus fills
- Agha Begi Begum, filla de Muhammad Sultan ibn Jahangir i de Khan Sultan Khanika
  - Habiba Sultan known (àlies Khanzada Begum)
  - Khanzada Begum;
- Sultan Badi al-mulk Begum, filla de Khalil Sultan ibn Miran Shah i Shadi Mulk Agha;
- Aqi Sultan Khanika, filla de Sultan Mahmud Khan Ogeday;
- Husn Nigar Khanika, filla de Xams-i Jahan, príncep de Txagatai;
- Shukur Bi Khanika, filla de Darwix Khan Joci;
- Rukaiya Sultan Agha, de la tribu Arlat
  - Abd al-Latif Mirza (data de naixement desconeguda, probablement vers 1417)
  - Ak Bash Begum
  - Sultan Bakht Begum
- Mihr Sultan Agha, filla dd Tukal ibn Sar Buga;
- Sa'adat Bakht Agha, filla de Bayan Kukeltaix
  - Qutlugh Turkhan Agha;
- Daulat Sultan Agha, filla de Khawand Said;
- Bakhti Bi Agha, filla d'Aka Sufi Uzbek;
- Daulat Bakht Agha, filla de Xaikh Muhammad Barles;
- Sultanim Agha
  - Abdul Hamid Mirza
  - Abdul Jabrar Mirza;
- Sultan Malik Agha, filla de Nasir-al-Din
  - Ubayd Allah Mirza
  - Abdullah Mirza I
  - Abdullah Mirza II

### Fills de mare indeterminada
- Abd Allah, nascut el juliol de 1420, que segurament va morir jove
- Abd al-Rahman, nascut el 1421 a Bukharà, mort a Samarcanda el 1432 amb 11 anys
- Abd al-Aziz (data de naixement desconeguda)